# Cryptothele rhodosticta
Cryptothele rhodosticta är en lavart som först beskrevs av Taylor, och fick sitt nu gällande namn av Henssen. Cryptothele rhodosticta ingår i släktet Cryptothele och familjen Lichinaceae.   Inga underarter finns listade i Catalogue of Life.